# Communauté de communes du Pays d'Agout
La  communauté de communes du Pays d'Agout  est une ancienne communauté de communes française, située dans le département du Tarn.
Elle a fusionné au 1er janvier 2013 avec la Communauté de communes du Lautrecois pour former la Communauté de communes du Lautrecois-Pays d'Agout.

## Historique
Le Pays d'Agout est né en 1992 avec la création du SIVOM (Syndicat Intercommunal à Vocation Multiple) du Pays d'Agout auquel ont adhéré 18 communes des cantons de Vielmur-sur-Agout et Saint-Paul-Cap-de-Joux. Ce sont les grands débuts et l'apprentissage du travail en commun, lancé par Robert Clarenc alors Président.
Cette nouvelle structure avait pour ambition de pousser les communes rurales à se fédérer et à se donner des objectifs de territoire. Pour épauler les mairies dans cette démarche, le conseil général avait mis en place une enveloppe "Espace 2000". De cette coopération sont nés les ateliers relais, la médiathèque du Pays d'Agout (Saint-Paul-Cap-de-Joux), l'aménagement de la crèche et de la halte garderie, les sentiers de randonnée, le programme PINEA (Programme Intégrant Nature, Économie, Agriculture), les plans paysagers... et surtout la prise en compte par les élus d'une nécessité de travailler ensemble.
En 1993, le SIVOM du Pays d'Agout passe à 16 communes (Massac-Séran et Sémalens se retirent). Le 1er janvier 1997, le SIVOM du Pays d'Agout se transforme en Communauté de Communes et devient une structure totalement autonome, ayant un budget propre. La CCPA compte alors 15 Communes. Quelques années plus tard, Magrin adhère à la Communauté de Communes.
En 2007, la CCPA compte 15 Communes après la fusion des Communes de Guitalens et L'Albarède. En 2008, Monsieur Raymond Gardelle est élu nouveau Président de la CCPA.
Au cours du premier trimestre 2012, les services administratifs de la Communauté de Communes ont aménagé dans la Maison du Pays d'Agout, anciennement le Moulin de Guitalens-l'Albarède, sur la commune de Servies.

## Composition
Elle était composée des 15 communes suivantes :
| - Vielmur-sur-Agout - Saint-Paul-Cap-de-Joux - Damiatte - Fiac - Serviès - Fréjeville | - Cuq - Teyssode - Guitalens-L'Albarède - Viterbe - Carbes | - Cabanès - Prades - Magrin - Pratviel |  |